# Houtskär
Houtskär este o fostă comună din Finlanda.
Grupul de insule din care era compusă comuna este situat în Marea Arhipelagului din provincia Finlanda de Vest și face parte din regiunea sud-vestică a Finlandei. La 31 decembrie 2008 populația comunei constituia 621 de persoane. Suprafața totală constituia 119,93 kilometri pătrați.